# 도쿄도도·가나가와현도 제2호선

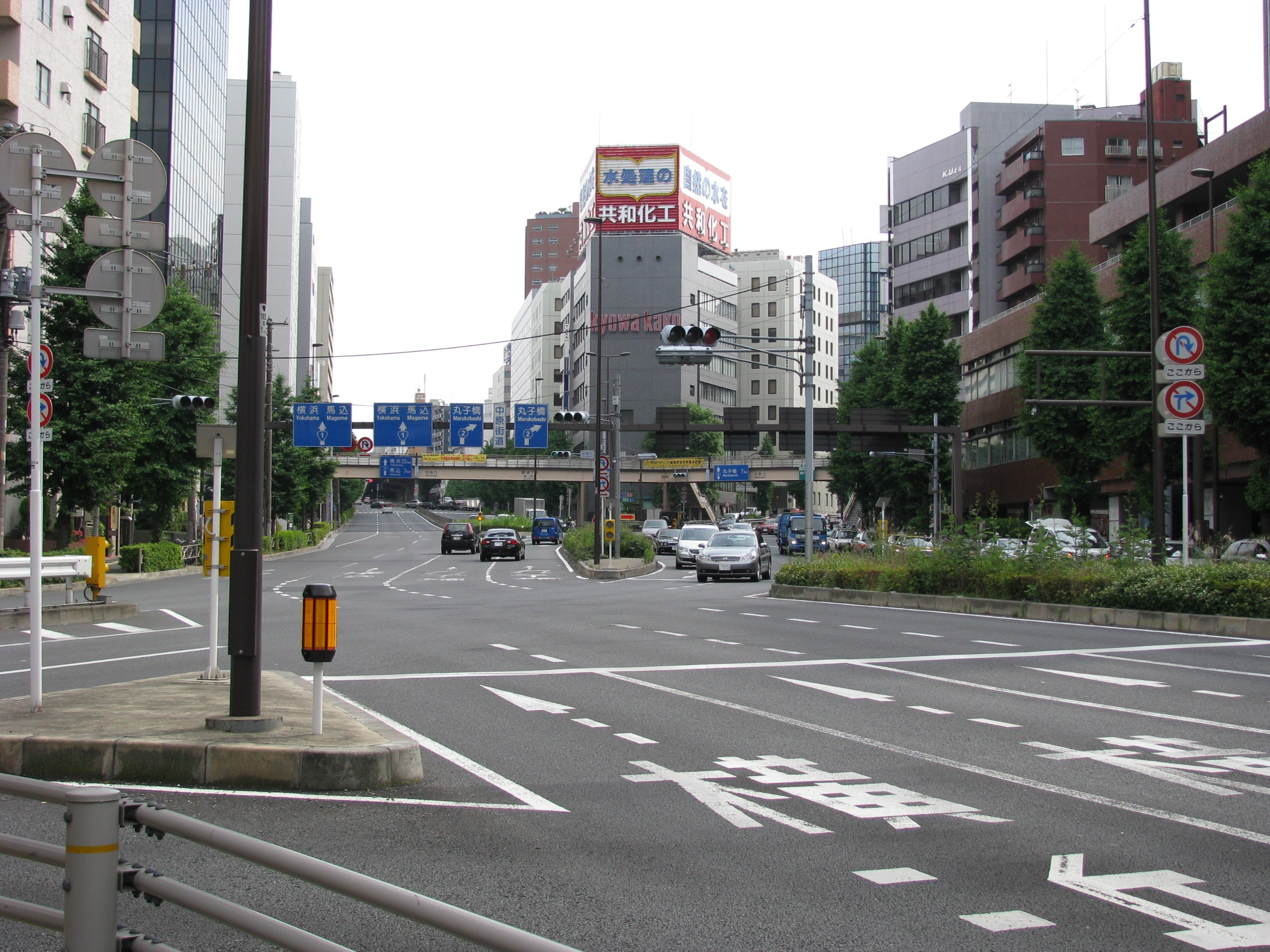
나카하라구치 교차로
왼쪽 방면이 국도 제1호선 및 제2 게이힌 국도를, 오른쪽 방면이 도쿄도도 2호선과 나카하라 가도이다.

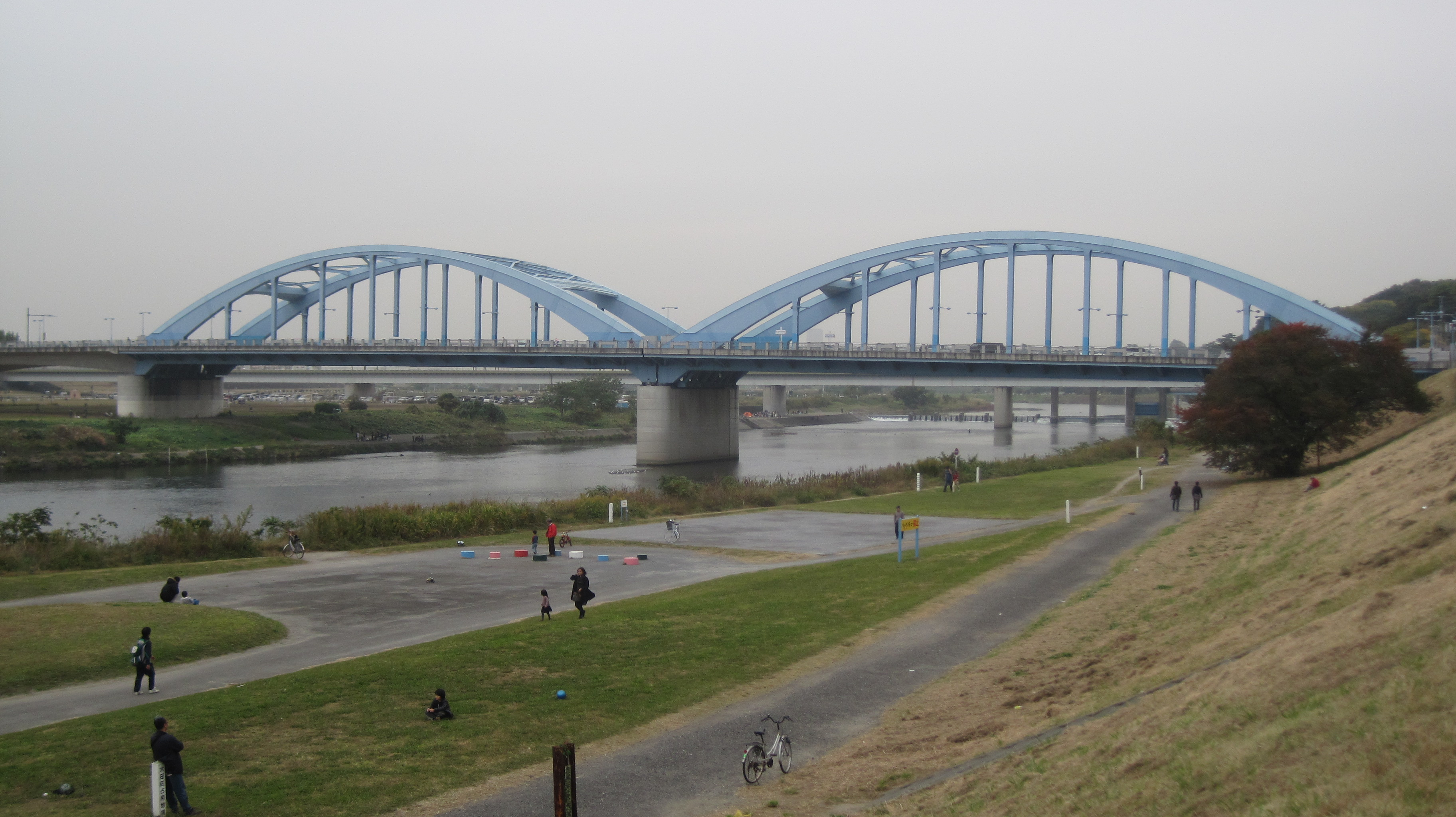
마루코바시

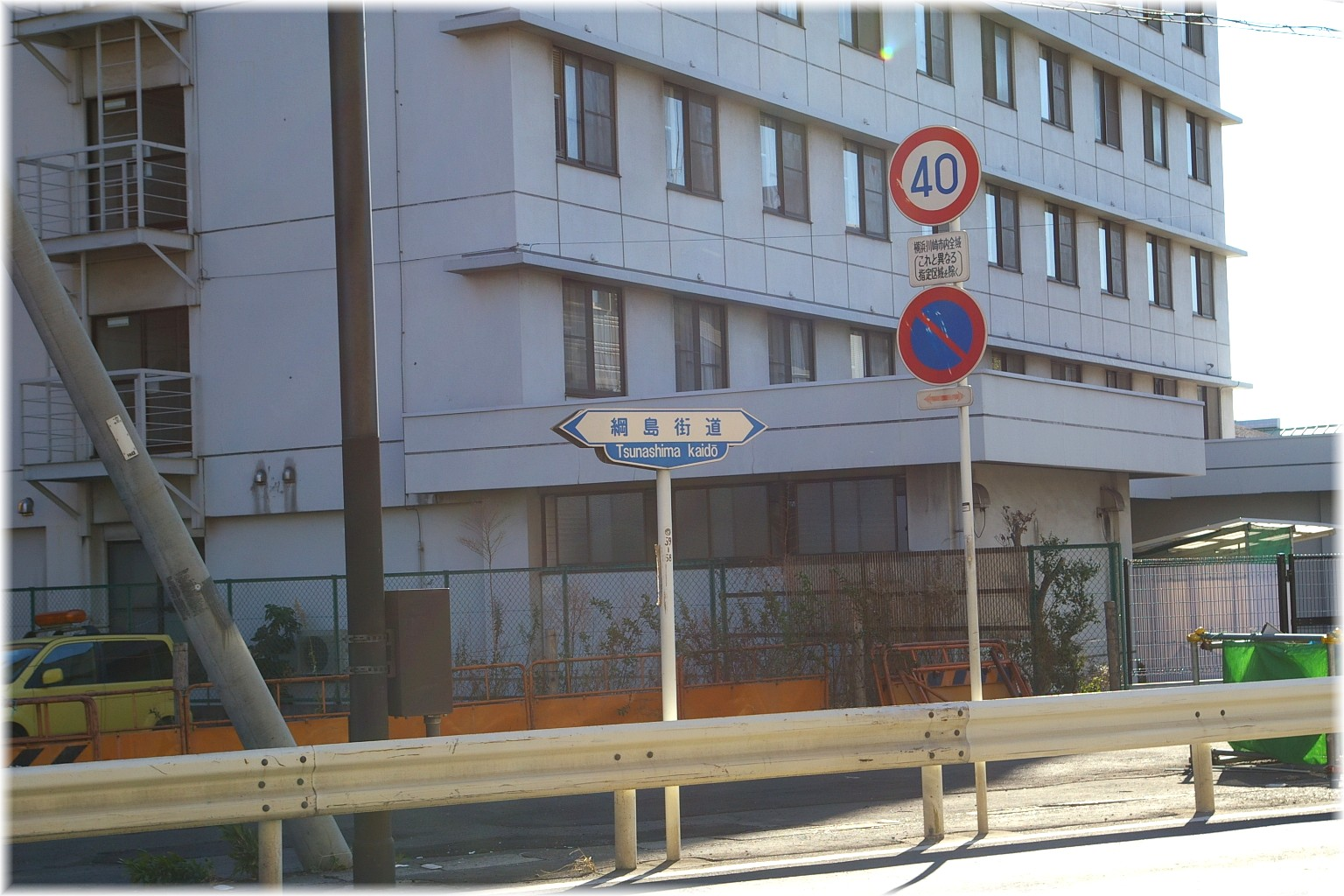
도표

2번 도쿄도도·가나가와현도(일본어: 東京都道・神奈川県道2号東京丸子横浜線→도쿄도도·가나가와현도 2호 도쿄 마루코-요코하마선)는 도쿄도 시나가와구 니시고탄바에서 가나가와현 요코하마시 가나가와구까지 이르는 주요 지방도이다. 다만, 마루코바시 교차로를 경계로 하여, 고탄다 방면으로는 나카하라 가도를, 쓰나시마 방면으로는 쓰나시마 가도라는 통칭으로 각각 구성되어 있다.

## 개요
- 기점 : 도쿄도 시나가와구 니시고탄바(일본어판, 중국어판) (오사키히로코지 교차로)
- 종점 : 가나가와현 요코하마시 가나가와구 우라시마오카(일본어판) (우라시마오카 교차로)
- 노선 연장 : 아래와 같으며, 실제 연장을 근거하여 2013년 4월 1일을 기준으로 적용함.[A]
  - 도쿄도 구간 : 7,210 m
  - 가와사키시 구간 : 3,276 m
  - 요코하마시 구간 : 9,540 m[B]

## 노선 개황

### 통칭
- 나카하라 가도 (도쿄도 시나가와구·나카하라구치 교차로 ~ 가나가와현 가와사키시 나카하라구·마루코바시(일본어판) 교차로)
- 쓰나시마 가도 (가나가와현 가와사키시 나카하라구·마루코바시 교차로 ~ 요코하마시 가나가와구 우라오시마오카 교차로)

### 중복 구간
- 가나가와현도·도쿄도도 제140호 가와사키 마치다선(일본어판) (요코하마시 고호쿠구·오소네바시 교차로 ~ 다루마치 교차로)

### 도로 시설
- 마루코교(일본어판) (다마강)
- 오소네교 (쓰루미가강(일본어판))

### 도시계획 노선명
- 방사 2호선 (도쿄도 시나가와구) : 당 도로의 니시고탄다 7초메에서 에바라 2초메 사이의 구간이며, 길이 1,255m이다. 사업 효과로서 이 지역의 방재성은 물론 교통을 원활화할 수 있고, 도시 경관이 창출되는 것을 위주로 한다.[1]

### 장래의 대책
긴급 수송 도로로서, 도쿄도의 도내(都内)에서 도도 2호선의 모든 구간에서는 제1차 긴급 수송도로로 분류한다.

## 지리

### 통과하는 지자체
- 도쿄도
  - 시나가와구 - 오타구
- 가나가와현
  - 가와사키시 (나카하라구) - 요코하마시 (고호쿠구 - 쓰루미구 - 가나가와구)

### 교차하는 도로
일반 국도
- 국도 제1호선 (제2 게이힌 국도(일본어판))
- 국도 제409호선 (일본)(일본어판)

고속도로 및 기타 도로
- 수도고속도로 2호선 메구로선(일본어판)
- 환상 2호선 (요코하마시)(일본어판)
- 가와사키시 주요 지방도 사이와이 다마선(일본어판)
- 요코하마시 주요 지방도 제85호선(일본어판)

도도 및 현도
- 도쿄도도 제420호선
- 도쿄도도 제318호선
- 도쿄도도 제311호선
- 도쿄도도 제11호선
- 가나가와현도 제45호선
- 가나가와현도 제14호선
- 가나가와현도 제102호선
- 가나가와현도 제106호선
- 가나가와현도 제140호선

## 참고 문헌
- 内務省道路改良会発行『道路の改良』1920年（大正9年）-1944年（昭和19年）
  - 第16巻第4号 (p. 150) 地方通信 『京濱府道二号線の竣成』1934年（昭和9年）4月
  - 第18巻第2号 (pp. 140-141) 地方通信『神奈川県県道の改修』1936年（昭和11年）2月
  - 第18巻第6号 (p. 140) 地方通信『神奈川県県下府県道路計画の内容』1936年6月
  - 第18巻第10号附録 (pp. 1-30)『指定府県道並指定地方費道一覧（一）』1936年10月
- 工事画報社発行『土木建築工事画報』1925年（大正14年）-1940年（昭和15年）
  - 第11巻第6号 (pp.317-321)『丸子橋架設工事の大要』1935年（昭和10年）6月
- 北倉庄一『中世を歩く』1998年（平成10年）2月25日、ISBN 978-4990016531